# Mikołaj Meluch
Mikołaj Meluch, ps. „Kolka” (ur. 4 grudnia 1921 w Kowlu, zm. 18 października 1965 w Wietnamie) – oficer Gwardii Ludowej i Armii ludowej, funkcjonariusz Milicji Obywatelskiej oraz KBW,oficer Sił Zbrojnych PRL.

## Życiorys
Urodził się w polsko-białoruskiej chłopskiej rodzinie Grzegorza i Anny z domu Maleszczykow. Miał wykształcenie średnie. W 1937 wstąpił do KZMP, jego brat Jan zginął w wojnie obronnej. Jesienią 1941 zetknął się  ze zbiegłymi z niemieckiej niewoli czerwonoarmistami i w listopadzie tego roku wstąpił do zorganizowanego przez nich oddziału partyzanckiego dowodzonego przez lejt. Jakowa Nikołajewa „Czuwasza”. Od lutego 1942 grupa ta wchodziła w skład oddziału Fiodora Kowalowa „Fiodora”, działającego na terenie powiatów włodawskiego i parczewskiego. Oddział rozrastał się bardzo szybko; należał do największych i najbardziej operatywnych na tym terenie. Po jego reorganizacji w sierpniu 1943 i utworzeniu z niego batalionu Meluch został mianowany dowódcą plutonu ochrony sztabu II Obwodu GL oraz adiutantem dowódcy obwodu, Mieczysława Moczara, a jesienią awansowany na podporucznika. W styczniu 1944 został członkiem dowództwa 4 Okręgu AL. Przebywał głównie przy zgrupowaniu AL operującym w rejonie lasów parczewskich. Uczestniczył w wielu akcjach dywersyjno-bojowych. 14 maja 1944 walczył pod Rąblowem. Od sierpnia 1944 komendant powiatowy MO w Radzyniu. Od 1 stycznia 1946 w komendzie powiatowej MO w Siedlcach.
W nocy z 9 na 10 kwietnia 1946 jako kapitan MO dowodził 37-osobową grupą operacyjną (wspartą przez kompanię 14 Dywizji Piechoty), która rozbiła obozujący w Starej Wsi oddział Narodowych Sił Zbrojnych dowodzony przez Ludwika Buraczyńskiego „Żbika”. Zginęło 14 partyzantów. Meluch kazał swoim podwładnym rozstrzeliwać rannych i jeńców oraz osobiście zabił gospodarza Józefa Wierzbickiego i jego syna Edwarda; rozkazał też zabić Różę Wierzbicką, żonę tego pierwszego.
Od kwietnia 1946 był w dyspozycji Komendy Głównej MO w Warszawie. W 1949 przeniesiony z MO do KBW, w tym samym roku ożenił się z Aliną Iwicką, pracownicą służby zdrowia MO. W latach 1956–1958 był radcą w MSZ, później przez dwa lata pracował w MSW. W 1960 przeniesiony do Sił Zbrojnych PRL, 22 czerwca 1963 awansowany do rangi majora. Wysłany w kwietniu 1965 z misją rozjemczą w ramach Międzynarodowej Komisji Kontroli i Nadzoru do Wietnamu. Został uznany za zmarłego po tym jak nie odnaleziono samolotu, który zaginął w październiku 1965 tamże.

## Awanse
- podporucznik – jesień 1943[6]
- porucznik – wczesna wiosna 1944
- kapitan – 1944 (po wyzwoleniu)[7]
- major – 22 czerwca 1964

## Ordery i odznaczenia
- Order Krzyża Grunwaldu III klasy (10 października 1945)[8]
- Krzyż Srebrny Orderu Virtuti Militari (24 grudnia 1945[9] lub 10 października 1945[7])
- Krzyż Walecznych
- Krzyż Partyzancki
- Srebrny Krzyż Zasługi
- Medal Zwycięstwa i Wolności 1945
- Medal „Za zwycięstwo nad Niemcami w Wielkiej Wojnie Ojczyźnianej 1941–1945” (ZSRR)